# Sowieckie ultimatum wobec Litwy

Porównanie planowanych i rzeczywistych zmian terytorialnych w ramach paktu Ribbentrop-Mołotow. Strefy wpływów i nabytki terytorialne Związku Radzieckiego oznaczono kolorem pomarańczowym.

Związek Radziecki wystosował ultimatum wobec Litwy przed północą 14 czerwca 1940 roku. Sowieci, posługując się formalnym pretekstem, zażądali, aby nieokreślonej liczbie żołnierzy radzieckich zezwolono na wjazd na terytorium Litwy i aby został utworzony nowy, prosowiecki rząd (później znany jako Rząd Ludowy). Ultimatum i późniejsze włączenie Litwy do Związku Radzieckiego wynikały z podziału Europy Wschodniej na niemiecką i sowiecką strefę wpływów, ustalonego w pakcie Ribbentrop-Mołotow z sierpnia 1939 r. Litwa wraz z Łotwą i Estonią znalazła się w strefie wpływów Związku Radzieckiego. Zgodnie z traktatem o wzajemnej pomocy między Litwą a ZSRR z października 1939 r. Litwa zgodziła się na stacjonowanie około 20 000 żołnierzy radzieckich w bazach na Litwie w zamian za otrzymanie części Wileńszczyzny (dawniej terytorium Polski). Dalsze działania Związku Radzieckiego mające na celu ustanowienie dominacji w strefie wpływów zostały opóźnione przez wojnę zimową z Finlandią i wznowione wiosną 1940 r., gdy Niemcy dokonywały szybkich postępów w Europie Zachodniej. Mimo zagrożenia niepodległości kraju, władze litewskie nie przygotowały się na taką ewentualność i nie były przygotowane na ultimatum.
W związku z traktatowo ustaloną obecnością wojsk radzieckich na terenie kraju Litwa nie miała możliwości skutecznego oporu militarnego. 15 czerwca Litwa bezwarunkowo przyjęła ultimatum i utraciła niepodległość. Sowieci chcieli pokazać światu, że nie była to okupacja wojskowa i aneksja, lecz rewolucja socjalistyczna zainicjowana przez miejscową ludność, domagającą się przyłączenia do Związku Radzieckiego. Aby uwiarygodnić tę narrację, Sowieci podjęli półlegalne kroki: przejęli kontrolę nad instytucjami rządowymi, utworzyli rząd marionetkowy i przeprowadzili pokazowe wybory do Sejmu Ludowego. Podczas swojego pierwszego posiedzenia Sejm proklamował powstanie Litewskiej Socjalistycznej Republiki Radzieckiej i złożył petycję o przyjęcie jej w skład Związku Radzieckiego. Petycja została oficjalnie przyjęta przez Radę Najwyższą Związku Radzieckiego 3 sierpnia 1940 r. W tym samym czasie na Łotwie i w Estonii miały miejsce niemal identyczne procesy. Litwa odzyskała niepodległość dopiero po ogłoszeniu Aktu o ponownym ustanowieniu Państwa Litewskiego w dniu 11 marca 1990 r.

## Tło wydarzeń
Państwa bałtyckie,  czyli Litwa, Łotwa i Estonia były częścią Imperium Rosyjskiego w XIX wieku, uzyskując niepodległość po I wojnie światowej. Rozwój nazistowskich Niemiec w latach 30. XX wieku wywołał u Sowietów obawy przed niemiecką inwazją, dodatkowo pogłębione przez niemiecką ekspansję na wschód, czego przykładem jest ultimatum postawione Litwie w marcu 1939 r., w wyniku którego kraj został zmuszony do oddania Rzeszy swojego najbardziej rozwiniętego przemysłowo regionu - Kłajpedy .
Związek Radziecki podpisał pakt Ribbentrop-Mołotow z Niemcami w sierpniu 1939 r., częściowo w celu opóźnienia możliwości inwazji. Niemcy wkrótce zainicjowały II wojnę światową, dokonując ataku na Polskę 1 września. Początkowo Litwa znajdowała się w strefie wpływów nazistowskich Niemiec zgodnie z tajnym protokołem paktu Ribbentrop-Mołotow, ale późniejszy traktat o granicach i przyjaźni między Niemcami a ZSRR z 28 września podzielił duże obszary północno-wschodniej Europy między oba mocarstwa, a Litwę przydzielił do radzieckiej strefy wpływów. Delegację litewską zaproszono do Moskwy, gdzie 10 października 1939 r. podpisała radziecko-litewską umowę o wzajemnej pomocy. Zgodnie z traktatem Związek Radziecki miał odstąpić Litwie część Wileńszczyzny, w tym samo Wilno, zdobyte podczas inwazji na Polskę, w zamian za prawo do stacjonowania na Litwie na stałe do 20 000 (pierwotny próg negocjacyjny wynosił 50 000) żołnierzy radzieckich. Oficjalne źródła radzieckie twierdziły, że obecność wojska radzieckiego była konieczna, aby wzmocnić obronę słabego państwa przed możliwymi atakami ze strony nazistowskich Niemiec. W rzeczywistości był to pierwszy krok w kierunku ostatecznej okupacji Litwy i został opisany przez The New York Times jako „faktyczne poświęcenie niepodległości”.

Zgodnie z Traktatem o wzajemnej pomocy między Litwą a ZSRR Litwa zgodziła się na radzieckie bazy wojskowe (oznaczone czarnymi gwiazdkami) w zamian za część Wileńszczyzny (na pomarańczowo)

Pomimo paktów, obawy Związku Radzieckiego nie zniknęły. Rosyjscy teoretycy wojskowi od dawna utrzymywali, że kontrola nad Morzem Bałtyckim ma kluczowe znaczenie dla obrony Petersburga, a państwa bałtyckie stanowią strefę buforową między Związkiem Radzieckim a Niemcami. Realizując tę strategię, Związek Radziecki rozpoczął wojnę zimową w Finlandii po tym, jak kraj ten odrzucił podobny układ o wzajemnej pomocy zaproponowany przez Moskwę. Stalina zaniepokoiły sukcesy Niemiec w Europie, ponieważ wiosną 1940 r. zajęli oni Danię, Norwegię, Holandię, Belgię i Luksemburg.
Sytuacja polityczna na Litwie pozostawała jednak stabilna od października 1939 do marca 1940 roku. Sowieci nie ingerowali w wewnętrzne sprawy Litwy, a żołnierze radzieccy dobrze zachowywali się w swoich bazach. Dopiero 29 marca 1940 r. minister spraw zagranicznych Wiaczesław Mołotow wygłosił w Radzie Najwyższej Związku Radzieckiego przemówienie, w którym wyraził zadowolenie z wykonania umów o pomocy wzajemnej z Litwą, Łotwą i Estonią. Choć litewscy politycy publicznie chwalili Związek Radziecki za jego hojność i zachwalali „tradycyjną przyjaźń radziecko-litewską”, w prywatnych rozmowach rozumieli, że traktat ten stanowił poważne zagrożenie dla niepodległości Litwy. Postawa ludności Litwy znalazła odzwierciedlenie w haśle „Wilno – mūsų, Lietuva – rusų” (Wilno jest nasze, ale Litwa jest Rosji).
Rząd litewski rozważał swoje opcje i możliwość okupacji już od listopada 1939 r. W tym czasie posłowie litewscy Stasys Lozoraitis, Petras Klimas i Bronius Kazys Balutis przygotowali memorandum zawierające plany awaryjne. Doradzali wzmocnienie armii, zdeponowanie funduszy za granicą, wzmocnienie sojuszu Ententy Bałtyckiej z Łotwą i Estonią z 1934 r. oraz zbadanie możliwości utworzenia rządu na uchodźstwie. Mimo że proponowano różne rozwiązania, nie osiągnięto niczego konkretnego. Zimą 1940 roku państwa Ententy Bałtyckiej omawiały kwestię większej współpracy. Mając na uwadze okoliczności, trzy rządy ostrożnie formułowały swoje komunikaty, ale rozmowy te były odebrane przez Związek Radziecki jako dowód na to, że Litwa spiskowała z Łotwą i Estonią, łamiąc w ten sposób traktat o wzajemnej pomocy.

## Rosnące napięcie

### Pierwsze oskarżenia
Napięcia między Związkiem Radzieckim a Litwą wzrosły wraz z sukcesami Niemiec. W połowie marca 1940 roku wojna zimowa z Finlandią dobiegła końca, a Sowieci mogli skupić swoją uwagę na przejęciu kontroli nad państwami bałtyckimi. W kwietniu, po zajęciu Danii przez Niemcy, litewski poseł w Moskwie poinformował o narastającej wrogości ze strony dyplomatów radzieckich. W maju, gdy bitwa o Francję była w pełnym toku, Sowieci nasilili swoją retorykę i naciski dyplomatyczne. 16 maja, wkrótce po niemieckiej inwazji na Belgię, Holandię i Luksemburg, radziecka gazeta Izwiestija opublikowała artykuł ostrzegający, że naiwnością ze strony tak małego kraju jest próba zachowania neutralności, podczas gdy giganci walczą o przetrwanie. Między 18 a 25 maja żołnierze radzieccy przetransportowali część sprzętu wojskowego z Wilna do Gajżunów, miejscowości położonej znacznie bliżej siedziby rządu w Kownie. Bliskość ówczesnej stolicy miała znaczenie symboliczne.
25 maja, dzień przed ewakuacją Dunkierki, radziecki minister spraw zagranicznych Wiaczesław Mołotow przedstawił notę dyplomatyczną, w której oskarżył rząd litewski o porwanie trzech żołnierzy radzieckich stacjonujących na Litwie, zgodnie z postanowieniami układu o pomocy wzajemnej. W notatce utrzymywano, że dwóch żołnierzy poddano torturom w celu wyłudzenia radzieckich tajemnic wojskowych, ale udało im się uciec, a trzeci, Butajew, został zamordowany. Na początku maja Butajew opuścił swoją jednostkę i był poszukiwany przez litewską policję, na prośbę radzieckiego dowódcy garnizonu. Po znalezieniu przez policjantów, widząc że nie ma szans na ucieczkę, popełnił samobójstwo. Władze litewskie odpowiedziały, że oskarżenia są bezpodstawne, ale obiecały przeprowadzenie pełnego śledztwa w sprawie incydentu i powołały specjalną komisję. Jednak jej prośby o udostępnienie szczegółowych informacji, w tym rozmów, zdjęć, opisów fizycznych lub innych danych, które mogłyby pomóc w prowadzeniu śledztwa, pozostały bez odpowiedzi. Oficjalne stanowisko Związku Radzieckiego było takie, że Litwa powinna przeprowadzić śledztwo samodzielnie, a jej prośby były próbą przerzucenia odpowiedzialności na Sowietów.

### Negocjacje bezpośrednie
30 maja oskarżenia powtórzono w oficjalnym komunikacie opublikowanym przez TASS, oficjalną radziecką agencję prasową. Tego samego dnia Stasys Lozoraitis — poseł litewski w Rzymie — otrzymał upoważnienie do utworzenia rządu na uchodźstwie w przypadku okupacji sowieckiej. Litewska policja zaostrzyła środki bezpieczeństwa wokół baz radzieckich i aresztowała 272 podejrzane osoby, co jednak wywołało jedynie dodatkową krytykę. Minister spraw zagranicznych Juozas Urbšys zaproponował rozwiązanie tej kwestii w drodze bezpośrednich negocjacji w Moskwie. Mołotow zgodził się na rozmowy, ale tylko z premierem Antanasem Merkysem. 7 czerwca Merkys przybył do Moskwy. Sowieci powtórzyli oskarżenia o porwanie. Sformułowano także inne zarzuty, w tym oskarżenie, że minister spraw wewnętrznych Kazys Skučas i dyrektor Departamentu Bezpieczeństwa Państwowego Augustinas Povilaitis prowokowali żołnierzy radzieckich. Podczas drugiego spotkania, które odbyło się 9 czerwca Mołotow oskarżył także rząd litewski o spisek z Łotwą i Estonią w celu utworzenia tajnego związku wojskowego (w nawiązaniu do Ententy Bałtyckiej ), co stanowi naruszenie paktu o wzajemnej pomocy.
10 czerwca rząd litewski omówił nowe wydarzenia. Ustalono, że Merkys powinien wrócić do Kowna, a Urbšys dostarczyć notę proponującą wycofanie się z Ententy Bałtyckiej, przeprowadzenie pełnego dochodzenia w sprawie incydentu oraz dymisję Skučasa i Povilaitisa. W liście osobistym prezydenta Antanasa Smetony do przewodniczącego Prezydium Rady Najwyższej Michaiła Kalinina powtórzył zapewnienia, że Litwa zawsze honorowała układ o pomocy wzajemnej. Trzecie i ostatnie spotkanie Merkysa, Urbšysa i Mołotowa 11 czerwca nie przyniosło żadnego rozwiązania. Sowieci nadal stawiali zarzuty, na które Litwini nie potrafili udzielić sensownej odpowiedzi i nie wnosili już żadnych żądań, które mogłyby zostać podjęte w ramach postępowania. 12 czerwca Merkys powrócił na Litwę i poinformował rząd o sytuacji. Postanowiono, że Skučas powinien zrezygnować, a Povilaitis zostanie natychmiast odwołany. Armii litewskiej wydano rozkaz zachowania czujności, lecz nie wydano żadnych rozkazów dotyczących mobilizacji lub gotowości. Litewscy politycy nie do końca rozumieli powagę sytuacji i nie spodziewali się, że skutki będą katastrofalne. Urbšys doniósł, że Sowieci stanowczo nie pochwalają Merkysa i jego gabinetu; zasugerował utworzenie nowego rządu, być może pod przewodnictwem Stasysa Raštikisa, byłego głównodowodzącego armii litewskiej.

### Kryzys wewnętrzny
Podczas gdy Merkys i Urbšys prowadzili negocjacje w Moskwie, litewska opozycja dostrzegła szansę na obalenie autorytarnego reżimu Smetony i jego Litewskiego Związku Nacjonalistów. 12 czerwca chadecy spotkali się z Ludową Unią Chłopską i podjęli decyzję o poproszeniu Kazysa Bizauskasa i Juozasa Audėnasa o rezygnację z członkostwa w rządzie, spodziewając się, że rezygnacje te wywołają w nim kryzys. Opozycja widziała w naciskach ze strony Związku Radzieckiego sposób na obalenie reżimu Smetony, przywrócenie demokracji i zachowanie pewnej formy autonomii. Opozycja liczyła także na to, że uda jej się namówić Merkysa, który właśnie wrócił z Moskwy, do rezygnacji wraz z resztą gabinetu. Jednakże nie wiedziano gdzie Merkys przebywa po powrocie ze Związku Radzieckiego – najprawdopodobniej odpoczywał w swojej posiadłości niedaleko Kowna. To wydarzenie zostało później ostro skrytykowane jako ilustracja kilku słabości rządu litewskiego: nie docenił zagrożenia ze strony Związku Radzieckiego, był zdezorientowany w czasie kryzysu, a jego członkowie skupili się na interesach partyjnych, a nie na priorytetach narodowych. Algirdas Julien Greimas opisał później działania opozycji jako „radosny taniec przy trupie utraconego państwa”.

### Ruchy wojskowe
Mobilizacja Armii Czerwonej rozpoczęła się przed ostatnią rundą spotkań w Moskwie. 7 czerwca wojsko otrzymało rozkaz przygotowania się do ataku na Litwę. Od 5 czerwca wszystkie wojska radzieckie w regionie bałtyckim zostały przekazane pod dowództwo ludowego komisarza obrony Siemiona Timoszenko. Sowieci zgromadzili swe siły na wschodniej granicy Litwy, na terenie dzisiejszej Białorusi. Składały się one z pięciu dywizji i jednostek wspierających z 3. i 11. Armii. Dysponowały one razem 221 260 żołnierzami, 1140 samolotami i 1513 czołgami. Na Litwie stacjonowało już 18 786 żołnierzy radzieckich. W tym czasie armia litewska liczyła 28 005 żołnierzy i posiadała 118 samolotów. Sowieci przygotowywali szpitale dla rannych i obozy jenieckie. 11 czerwca pod dowództwem generała Dmitrija Pawłowa Sowieci sfinalizowali plan ataku i wyznaczyli konkretne zadania wszystkim jednostkom. Rozkazy nakazywały ciche przekraczanie granicy, używanie bagnetów, gdyż strzały mogły zostać zauważone, oraz manewrowanie wokół sił obronnych w celu szybszego zajęcia terytorium. Sowieci spodziewali się przejąć kontrolę nad całym terytorium w ciągu trzech lub czterech dni.
W nocy 14 czerwca, gdy rząd litewski omawiał ultimatum, żołnierze radzieccy rozpoczęli działania na granicy. Ostrzelali posterunek graniczny w pobliżu Olity i zabili policjanta Aleksasa Barauskasa. W innych miejscach Sowieci przesłuchiwali litewskich strażników granicznych i nękali cywilów, mając nadzieję na wywołanie odwetu, który posłużyłby jako uzasadnienie dla ataku militarnego na pełną skalę.

## Ultimatum i jego przyjęcie

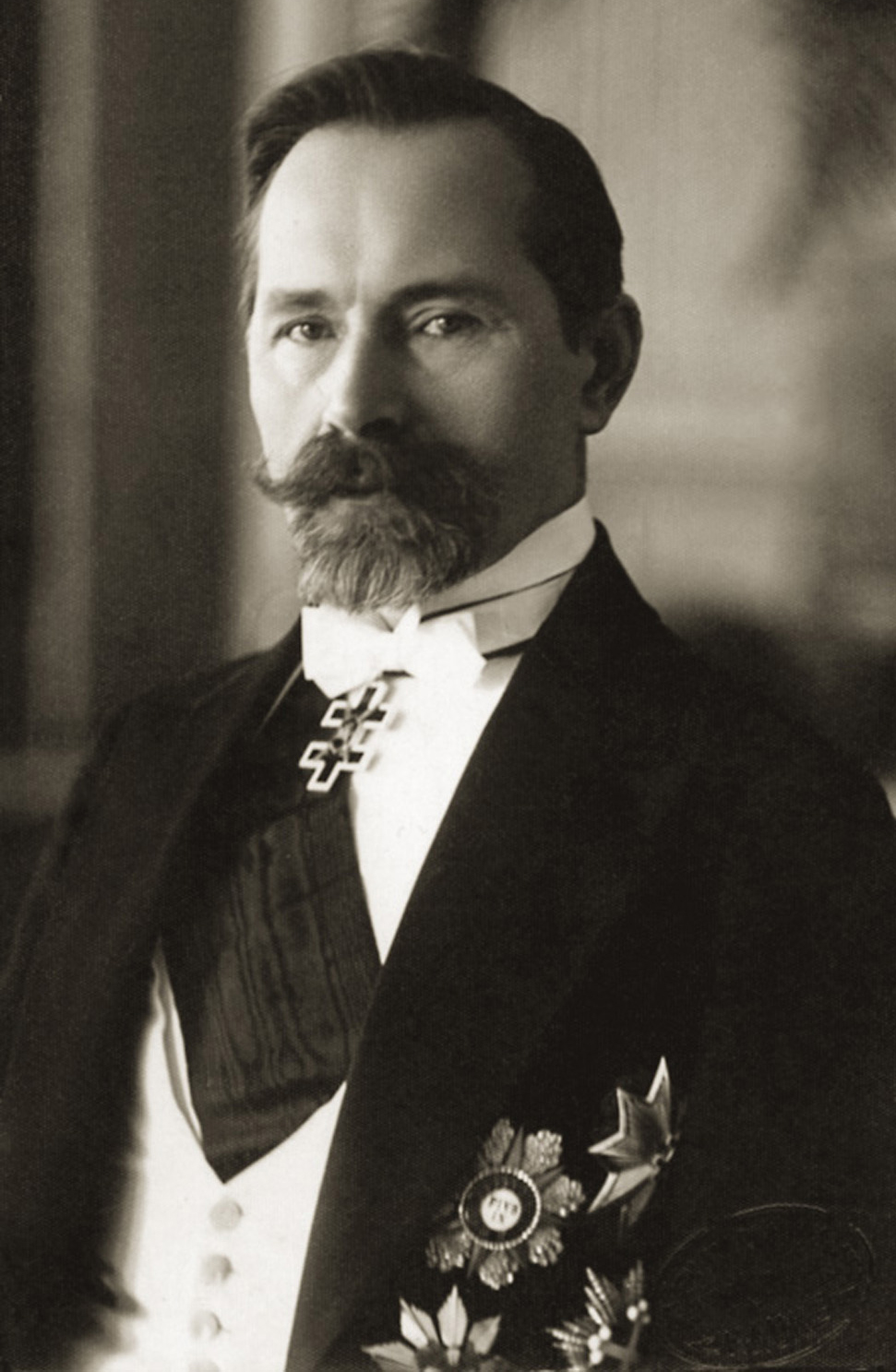
Prezydent Litwy Antanas Smetona, który uciekł z kraju wkrótce po przyjęciu ultimatum

Tuż przed północą 14 czerwca, gdy cały świat był skupiony na rychłej kapitulacji Paryża, Mołotow przedstawił Urbšysowi w Moskwie ultimatum. Powtórzono wcześniejsze zarzuty porwania żołnierzy radzieckich i spisku z Łotwą i Estonią. W ultimatum sformułowano następujące żądania:
1. Skučas i Povilaitis mają być postawieni przed sądem za wydanie rozkazu porwania żołnierzy radzieckich;
2. Utworzony ma zostać rząd, który będzie w stanie lepiej przestrzegać paktu o wzajemnej pomocy;
3. Na terytorium Litwy ma wejść nieokreślona, ale „wystarczająco duża” liczba wojsk radzieckich;
4. Odpowiedź ma zostać udzielona do godziny 10:00 rano następnego dnia.

Rząd litewski, mając mniej niż 12 godzin na odpowiedź, debatował nad ultimatum podczas nocnej sesji. Było jasne, że bez względu na reakcję rządu, armia radziecka wkroczy na Litwę. Prezydent Antanas Smetona zgodził się jedynie na żądanie utworzenia nowego rządu i opowiadał się za oporem militarnym, choćby symbolicznym. Merkys i jego zastępca Kazys Bizauskas nalegali na całkowite przyjęcie ultimatum. Bizauskas, członek opozycji, widział w ultimatum szansę na pozbycie się reżimu Smetony. Historycy przytaczają jego postawę, aby zilustrować jego niezrozumienie zaistniałej sytuacji. Na spotkanie zaproszono Raštikisa jako potencjalnego szefa nowego rządu. Zarówno byli, jak i obecni naczelni dowódcy wojskowi Raštikis i Vincas Vitkauskas stwierdzili, że zorganizowanie skutecznego oporu zbrojnego było niemożliwe, gdyż wojska radzieckie były już w kraju, a wojsko litewskie nie zostało wcześniej zmobilizowane. Rząd odrzucił również protest dyplomatyczny. Zdaniem Raštikisa takie działania były puste i nie miały na celu nic więcej poza rozgniewaniem Sowietów, a Urbšys, dzwoniąc z Moskwy, nalegał, aby niepotrzebnie nie drażnić Sowietów. Merkys i jego gabinet zrezygnowali, aby zrobić miejsce nowemu rządowi pod przewodnictwem Raštikisa. Obrady zakończyły się o 7 rano decyzją o przyjęciu wszystkich żądań radzieckich bez wyrażania protestu lub skargi.
Około południa Litwini otrzymali odpowiedź z Moskwy, w której stwierdzono, że Raštikis nie jest odpowiednim kandydatem na premiera. Wybór innego kandydata miałby być nadzorowany przez zastępcę Mołotowa Władimira Diekanozowa. Merkys nadal pełnił funkcję premiera. Smetona, który nadal nie zgadzał się z większością swojego rządu, postanowił opuścić kraj na znak protestu i mianował Merkysa pełniącym obowiązki prezydenta. Późnym wieczorem 15 czerwca Smetona i minister obrony Kazys Musteikis dotarli do Kibart i przekroczyli granicę z Niemcami, gdzie udzielono im tymczasowego azylu. Litewska straż nie pozwoliła im przejść, więc Smetona musiał przebrnąć przez płytką graniczną rzeczkę Leponę. Wyjazd Smetony okazał się korzystny dla Sowietów, ponieważ wystawił go na upokorzenie, a Sowieci mogli wykorzystać nastroje przeciwko niemu, nie obawiając się, że zostanie uznany za męczennika. Uciekając, Smetona uniknął losu prezydenta Łotwy Kārlisa Ulmanisa i prezydenta Estonii Konstantina Pätsa, którzy zostali zmanipulowani przez Sowietów i później aresztowani. Zgodnie z litewską konstytucją Merkys został pełniącym obowiązki prezydenta.
Armia Czerwona miała wkroczyć na terytorium Litwy z trzech różnych kierunków o godzinie 15:00 i otrzymała rozkaz przejęcia kontroli nad Wilnem, Kownem, Rosieniami, Poniewieżem i Szawlami. Armii litewskiej wydano rozkaz niestawiania oporu i przekazania przyjacielskich pozdrowień; lotnictwu wydano rozkaz pozostania na ziemi. Sowieci wkroczyli masowo, blokując litewskie drogi. Ich oczywistym zamiarem było pokazanie siły i zastraszenie w celu uniknięcia jakiegokolwiek oporu. Pisarz Ignas Šeinius twierdził, że obserwował tę samą eskadrę radzieckich samolotów wykonującą ten sam lot wielokrotnie, aby stworzyć wrażenie, że radzieckie siły powietrzne są o wiele większe.
16 czerwca Łotwie i Estonii wystosowano niemal identyczne ultimatum, choć dano im tylko osiem godzin na odpowiedź. Ponieważ Litwa była już w rękach Sowietów, zbrojny opór na Łotwie i w Estonii był jeszcze bardziej bezcelowy. Wszystkie trzy państwa były okupowane i utraciły niepodległość aż do 1990 roku.

## Następstwa

### Legitymizacja okupacji
Jednym z głównych celów Diekanozowa było zorganizowanie rządu marionetkowego, który zalegalizowałby okupację. 16 czerwca rząd litewski, przekraczając swoje uprawnienia, uznał emigrację Smetony za de facto rezygnację i przyznał Merkysowi pełnię uprawnień prezydenckich. 17 czerwca Merkys mianował Justasa Paleckisa nowym premierem i zatwierdził nowy rząd, znany jako Rząd Ludowy. Merkys i Urbšys zrezygnowali; obaj zostali później aresztowani i deportowani do Rosji. Paleckis objął prezydenturę, a premierem mianował pisarza Vincasa Krėvė-Mickevičiusa. W skład Rządu Ludowego weszło kilku znanych polityków i osobistości publicznych, aby zapewnić społeczeństwo, że nowy rząd nie jest narzędziem okupacji sowieckiej, lecz prostym następcą autorytarnego reżimu Smetony. Z uwagi na to, że rządy Smetony spotykały się z silnym sprzeciwem, niektórzy Litwini interpretowali je jako zniszczenie władzy prezydenckiej, a nie utratę niepodległości.
1 lipca Rząd Ludowy rozwiązał IV Sejm Litwy i zarządził pokazowe wybory do „Sejmu Ludowego”, które miały się odbyć 14 lipca. 5 lipca przyjęto nową ustawę wyborczą. Ustawa ta, wbrew litewskiej konstytucji, stanowiła, że na każde dostępne miejsce w parlamencie może kandydować tylko jeden kandydat. Sformułowano je także w taki sposób, aby skutecznie ograniczyć opcje polityczne do Litewskiej Partii Komunistycznej i jej zwolenników. Oficjalne, sfałszowane wyniki wykazały frekwencję wyborczą na poziomie 95,51% i poparcie dla delegatów komunistycznych wynoszące 99,19%. Oficjalnie jednak 39 spośród wybranych delegatów było komunistami, a 40 – posłami niezależnymi. Podczas pierwszej sesji 21 lipca parlament proklamował powstanie Litewskiej Socjalistycznej Republiki Radzieckiej i zwrócił się do Rady Najwyższej Związku Radzieckiego z petycją o przyjęcie tej nowej republiki do Związku. 1 sierpnia w Moskwie 20-osobowa delegacja litewska przedstawiła argumenty na rzecz włączenia państwa do ZSRR. Petycję przyjęto 3 sierpnia i Litwa stała się 14. republiką Związku Radzieckiego.

### Sowietyzacja Litwy
Bezpośrednio po zakończeniu okupacji nowy rząd rozpoczął realizację polityki sowietyzacji, zarówno politycznej, gospodarczej, jak i społecznej. 1 lipca zamknięto wszystkie organizacje kulturalne i religijne. Komunistyczną Partię Litwy — liczącą około 1500 członków i jej oddział młodzieżowy uznano za jedyne prawowite podmioty polityczne. Przed wyborami do Sejmu Ludowego władze sowieckie aresztowały około 2000 najbardziej znanych działaczy politycznych. Aresztowania sparaliżowały opozycję. Represje nasilały się. Szacuje się, że w ciągu roku po aneksji uwięziono około 12 000 osób pod zarzutem bycia wrogami ludu. Między 14 a 18 czerwca 1941 roku, niecały tydzień przed inwazją nazistowską, około 17 000 Litwinów zostało deportowanych na Syberię, gdzie wielu zginęło z powodu nieludzkich warunków życia.
Wszystkie banki (w tym wszystkie konta o wartości powyżej 1000 litów), nieruchomości o powierzchni powyżej 170 m² i przedsiębiorstwa prywatne zatrudniające ponad 20 pracowników lub osiągające dochód brutto przekraczający 150 000 litów zostały znacjonalizowane. To zakłócenie zarządzania i działalności operacyjnej spowodowało gwałtowny spadek produkcji. Litewski lit sztucznie zdewaluowano o kwotę trzy do czterech razy niższą od jego rzeczywistej wartości i wycofano w marcu 1941 r. . Spadek produkcji w połączeniu z ogromnymi wydatkami rubli przez żołnierzy i urzędników radzieckich spowodował powszechne niedobory. Cała ziemia została znacjonalizowana; największe gospodarstwa ograniczono do 30 ha i dodatkowa ziemia (około 575 000 ha) została rozdzielona pomiędzy drobnych rolników. Aby skłócić drobnych chłopów z wielkimi właścicielami ziemskimi, na Litwie nie wprowadzono od razu kolektywizacji. W ramach przygotowań do niej podatki rolne zwiększono o 50–200% i wprowadzono dodatkowe, ciężkie pobory do wojska. Niektórzy rolnicy nie byli w stanie zapłacić wygórowanych nowych podatków i około 1100, zostało postawionych przed sądem.

### Okupacja niemiecka
22 czerwca 1941 roku nazistowskie Niemcy napadły na Związek Radziecki i w ciągu tygodnia przejęły kontrolę nad całą Litwą. Początkowo Niemcy byli witani jako wyzwoliciele spod ucisku sowieckiego reżimu. Litwini mieli nadzieję, że Niemcy pomogą im odzyskać niepodległość lub przynajmniej pozwolą im na pewien stopień autonomii (podobnie jak w Republice Słowackiej). Zorganizowani przez Litewski Front Aktywistów (LAF), Litwini wzięli udział w antyradzieckim i pronazistowskim powstaniu czerwcowym, utworzyli krótkotrwały rząd tymczasowy i ogłosili niepodległość. Niemcy nie uznali jednak nowego rządu i utworzyli własną administrację cywilną - Reichskommissariat Ostland. Kiedy Armia Czerwona odzyskała kontrolę nad Litwą latem 1944 r. – w styczniu 1945 r., litewscy partyzanci rozpoczęli zbrojną walkę z drugą okupacją sowiecką. Szacuje się, że w latach 1944–1953 w czasie wojny partyzanckiej zginęło około 30 000 partyzantów i ich zwolenników.

## Wpływ przyjęcia ultimatum
Choć nieudane, powstanie czerwcowe pokazało, że wielu Litwinów było zdeterminowanych, by zachować niepodległość. Litwa, rozczarowana reżimem nazistowskim, zorganizowała ruch oporu m.in. tworząc Najwyższy Komitet Wyzwolenia Litwy, ale to Związek Radziecki pozostał największym wrogiem Litwinów. Litewskie przekonanie, że w okupację zaangażowany był bolszewizm żydowski, wzmocniło postawy antysemickie i przyczyniło się do udziału Litwinów w Holokauście.
Przyjęcie ultimatum pozostaje na Litwie kwestią budzącą duże kontrowersje. Obserwatorzy krytykowali armię litewską, której utrzymanie pochłaniało około 20% budżetu państwa, za to, że nie podjęła nawet symbolicznego oporu, który unieważniłby twierdzenia Związku Radzieckiego, jakoby przejęcie władzy było „rewolucją socjalistyczną” i prawowitą zmianą rządu. Inni krytykowali rząd za bezczynność, bo  miał osiem miesięcy na stworzenie planów awaryjnych. Skoro nie doszło do zbrojnego oporu, pozostały opcje dyplomatyczne -  rząd litewski mógł odrzucić ultimatum, wycofać się za granicę i utworzyć uznany rząd na uchodźstwie. Historyk Alfonsas Eidintas wskazuje na brak zrozumienia ryzyka przez społeczeństwo. Negatywne wiadomości o Sowietach były cenzurowane i nawet politycy nie wierzyli, że ultimatum będzie oznaczało całkowitą utratę niepodległości. Kolejna debata koncentruje się na braku rozlewu krwi. Przyjęcie ultimatum mogło pozwolić członkom rządu uniknąć utraty życia, ale jego podporządkowanie się mogło również zachęcić Sowietów do późniejszych represji. Rosja, główne państwo sukcesyjne Związku Radzieckiego, nadal spiera się, czy wydarzenia towarzyszące ultimatum i późniejsze lata, w których Litwa była jedną z republik radzieckich, stanowiły okupację.